# Horror
L'horror és una emoció humana produïda per una por intensa. És la sensació de repulsió que normalment segueix a una visió, un so o una experiència aterridora. Aquesta emoció juga un paper important en gèneres com el cinema, videojocs, sèries de televisió o inclús la literatura.

## Diferència entre por, horror i terror
La por és un canvi d'estat d'ànim que ens avisa d'un possible perill. El terror és una variació de la por quan un és conscient que aquest perill pot ser horrorós, aquest estat se sol descriure com el sentiment de por i anticipació que precedeix l'experiència horrorosa. Un cop passem a estar en una situació horrorosa passem a estar horroritzats. El DIEC es refereix a l'horror com a "sentiment de repulsió profunda causada per la vista de quelcom de terrible, espantós o repugnant".
Cal diferenciar també l'horror de la fòbia, una emoció de por intensa i irracional que deriva majoritàriament d'un trauma.

## Gèneres d'horror

### Horror còsmic
És un gènere literari creat per l'escriptor nord-americà H. P. Lovecraft (1890-1937), qui va fer una ruptura amb la literatura tradicional d'horror, on usualment el monstre era un dimoni o un fantasma. En canvi a les històries de Lovecraft generalment el monstre té un origen racional i físic, sent un extraterrestre, un ésser d'una altra dimensió o un cadàver ressuscitat per mitjans científics. Es relaciona molt amb «l'horror - ciència-ficció».

### Terror-ciencia ficció
És un subgènere tant de l'horror com de la ciència-ficció, es caracteritza perquè l'entitat o les entitats que provoquen el terror tenen una causa racional i no sobrenatural i solen ser elements clàssics de la ciència-ficció com extraterrestres, robots i mutants. Exemples d'aquest gènere serien la novel·la Frankenstein (de Mary Shelley), la sèrie de pel·lícules Alien (de Ridley Scott) i la sèrie de televisió The X-Files.

### Comèdia horror
La comèdia-horror és un altre subgènere tant de l'horror com de la comèdia. Es caracteritza per fer ús de sortides còmiques enmig de circumstàncies naturalment aterridores. Exemples d'això serien pel·lícules com Vampirs moderns, Braindead, Jennifer's Body i Gremlins. No s'ha de confondre amb paròdies de pel·lícules de terror com Scary Movie on l'efecte còmic és intencional, mentre a la comèdia-horror els elements còmics són accidentals.

### Gore
El gore és un subgènere que es caracteritza per l'ús d'imatges xocants de dolor, tortura i violència, així com l'excés de sang. Encara que devaluat en molts casos per ser de baixa qualitat, moltes pel·lícules gore han esdevingut èxits de crítica i taquilla. En són exemples les sèries Saw i Hostal.